# Freezing
Freezing (フリージング, Furījingu) é uma série de mangá japonesa, criada e ilustrada pelos coreanos Dall-Young Lim e Kwang-Hyun Kim. A série começou a ser publicada pela  Kill Time Communication, uma empresa japonesa focada em conteúdo adulto, através de sua revista Comic Valkyrie em 2007. A série gira em torno de uma força extraterrestre chamada de “Nova” que está invadindo a terra e as meninas geneticamente manipuladas chamadas de “Pandora” que combatem os Novas. A história foca em Kazuya Aoi, um “Limiter” (Limitador) cuja falecida irmã era uma “Pandora” e em Satellizer El Bridget, uma “Pandora” de personalidade fria conhecida pela alcunha de “A Rainha Intocável” isso por causa da sua intensa afefobia, ambos estão matriculados na West Genetics Academy (Academia Genética do Oeste), uma escola que treina “Pandoras” e “Limiters” a lutarem contra o “Nova”.
Em 12 de Agosto de 2010 foi anunciado uma adaptação para o anime produzido pela A.C.G.T para ir ao ar no Japão entre Janeiro e Abril de 2011 pelo canal AT-X e outros.

## Resumo
Em algum lugar do futuro a Terra foi invadida e está em guerra com seres alienígenas de outra dimensão chamados de Nova. A fim de combatê-los, Pandoras, meninas geneticamente alteradas com uma grande capacidade de luta e poderes especiais e Limitadores, parceiros das Pandoras que usam o “Freezing” (congelamento), que limita a mobilidade do Nova. A série foca em Kazuya Aoi, um “limitador” cuja falecida irmã era uma “Pandora” e em Satellizer El Bridget, uma poderosa “Pandora” de personalidade fria, ambos matriculados na West Genetics Academy, uma das muitas academias que treinam Pandoras e Limiters. Apesar de todos os avisos que seus amigos lhe dão a respeito de Satellizer, que sofre de uma intensa afefobia, Kazuya decide se tornar seu amigo e Limitador. A história segue com o relacionamento de Kazuya e Satellizer, os estudantes da academia e a guerra contra os "Nova". Com o desenlace da evolução das Pandoras, são criadas as "E-Pandora" (Evolution Pandora), experimento iniciado por Scarlett Oohara no Alasca, ao inserir "Stigmatas" (Párticulas Nova extraídas de Maria Lancelot, chamada Mãe das Pandoras) em meninas com baixo ou mesmo sem qualquer compatibilidade ao administrarem a substância "Mark IV", que visava controlar a corrosão das células por conta dos Stigmatas, porém ocorre a corrosão na E-Pandora Gina Pepleton e fica no estado "Nova Form" (Corrosão de Stigmatas em nível avançado transformando a Pandora em um Nova). Posteriormente, outra E-Pandora é iniciada no experimento de uma reformulação do estabilizador Mark IV, porém o processo de corrosão piora e Amelia se torna um Nova completo e começa a ressonar com os clones de Maria Lancelot criados por Scarlett Oohara e inicia um ataque as Pandoras reunidas no Laboratório de Pesquisa, entretanto o conflito é detido pela intervenção de Chiffon Fairchild, A Monstra Sorridente. Após esse conflito, de volta a West Genetics do Japão, o Doutor Gengo Aoi revela seu projeto "Valkyrie" que visava o mesmo que o Projeto E-Pandora, porém sob a cautela de evitar a corrosão das Stigmatas, assim foi desenvolvido o "Injection Stigma" que funciona como um cartucho descartável de pouca vida útil. Quando surge possibilidade de utilizarem os Geradores Faylan das Indústrias Seiga que permitia que as Valkyries utilizassem força total sem gastar os cartuchos do Injection Stigma adquirindo também as "Plasma Texture" e as "Plasma Weapons" que são muito mais poderosas que as Pandoras normais. No teste da eficiência das Valkyries com os Geradores Faylan, o "Dummy Nova" (Nova mecânico criado para treino das Pandoras, capaz de reproduzir alguns poderes e até mesmo um campo de freezing fraco) passou a ressonar com os Geradores Faylan, cujos possuíam partículas de Stigmata, acusando uma reação em cadeia de psicose semelhante ao ocorrido no conflito no Alasca e deste fato surgiram os novos tipos de Nova, os Humanóides, cujos eram imunes as Volt Weapons das Pandoras e as Plasma Weapons das Valkyries, sendo somente abatidos pelas "Verdadeiras Pandoras" e as "Legend Pandoras".

### Personagens Principais
Kazuya Aoi (アオイ カズヤ, Aoi Kazuya)
Voz do Anime|Mitsuhiro Ichiki
O protagonista é um limitador japonês que se matricula na West Genetics. Sua irmã mais velha, Kazuha Aoi, foi uma Pandora que sacrificou sua vida em uma batalha lendária para defender o Japão da invasão do Nova no passado. Ao contrário dos outros alunos que temem Satellizer, Kazuya sabe que ela esta sendo mal interpretada e sempre é bom com ela. Ele também demonstra uma empatia por ela lembrar-lhe sua irmã e mais tarde decide ser seu Limitador. Apesar de ser do sexo masculino 30% do seu corpo é constituído de Estigma, permitindo o uso do Freezing sem que ele tenha se unido a uma Pandora. Freezing normalmente só pode ser feito após uma cerimonia chamada “Batismo”, além disso, seu Freezing pode ser multidirecional uma habilidade que todos pensavam ser somente dos Novas e pode também quebrar o Freezing de múltiplos Limitadores.. Isso faz dele um parceiro perfeito para Satellizer visto que ela recusa fazer o Batismo.
Satellizer el Bridget (サテライザー エル ブリジット, Sateraizā Eru Burijitto)
Voz no Anime|Mamiko Noto
A heroína principal é uma das mais fortes Pandoras da academia. Era considerada a numero um do 2º ano, isso antes de ser rebaixada devido a uma interferência de Kazuya durante o torneio. Conhecida como “Rainha Intocável” (接触禁止の女王 Sesshokukinshi no Jo Ō? ) por causa da sua intensa afefobia, temida pela sua personalidade fria e cruel. É revelado que ela veio transferida da academia do leste após ferir brutalmente Brooks Levon, um Limitador com uma personalidade de Playboy que queria que ela se tornasse sua Pandora. Como resultado, ela foi suspensa pelo resto do ano isso significa que Satellizer deveria estar no terceiro ano se esse incidente não ocorresse. Seu uniforme genético também é único, um vestido vermelho com peças douradas.
Vinda do Reino Unido é um membro da nobre família El Bridget, apesar de ser a filha do patriarca, Howard El Bridget e sua amante, Noelle Alon-Grache. Devido a isso ela e sua mãe eram odiadas pela esposa de seu pai, Olivia, que mais tarde influenciou seu filho, meio irmão mais novo de Satellizer, Louis, a maltrata-la, mais tarde esses maus tratos se transformaram em abuso sexual e Satellizer foi forçada a suportar tudo devido a grave doença de sua mãe que necessitava de remédios caros. Os abusos só terminaram depois que sua meia irmã mais velha, Violet, percebeu o que estava acontecendo mudando-a para longe para sua própria segurança, retornando somente quando sua mãe estava no leito de morte escuta as desculpas da mãe que também lhe aconselha à se tornar a mais forte e nunca perder. As palavras de sua mãe se tornaram um ideal de vida, resultando numa poderosa determinação e força de vontade. Devido ao abuso sofrido ela detesta ser tocada, basta um toque de qualquer pessoa para ela se transformar, surpreendentemente Kazuya é a única exceção quando ele a toca ela não se sente incomodada. Inicialmente ela não quer saber de nada com Kazuya mas usando de bondade e perseverança ela aceita que ele seja seu Limitador. Mais tarde ela insiste que Kazuya a chame de "Satella", embora ele ainda use o honorifico “senpai”. Apesar de sua reputação, tem uma natureza tranquila e reservada, colecionando bichos de pelúcia e tricotando. Depois de enfrentar seus traumas do passado finalmente perde sua afefobia e já não reage ao toque de outras pessoas. Gosta de comer hambúrgueres e frequentemente é vista com uma sacola cheia sempre que almoça com Kazuya. Apesar de admitir para si mesma que é apaixonada por Kazuya, não consegue dizer isso a ele, simplesmente porque ela fica muito nervosa em expressar qualquer sentimento.
Devido a influencia de sua família recebe seis estigmas que eram de Kazuha, implantadas antes da entrada na academia porém não obtêm uma sincronização alta. Antes de lutar ela tira os óculos, assim que é ativado o modo “Volt” (ativação da estigmas) a miopia some. Sua “arma Volt” se chama, "Nova Blood" (Sangue Nova) (ノヴァ・ブラッド Nova Buraddo? ), é uma lâmina gigante.
Lana Linchen (ラナ リンチェン, Rana Rinchen)
Voz no anime|Kana Hanazawa
È uma Pandora recém-transferida do Tibet e uma discípula da deusa Kunlun. Doce e ingénua é facilmente enganada, não é muito esperta com relação à vida na cidade. Transferida como estudante do segundo ano para aprender mais sobre suas habilidades e encontrar sua “alma gêmea” (Limitador) que ela acredita ser Kazuya mas descobre que ele é o parceiro de Satellizer. Manipulada pelas alunas do terceiro ano que usam sua ingenuidade para fazê-la lutar contra Satellizer sob a mentira de que ela só estava interessada nos poderes de Kazuya, percebendo que foi engana e juntamente com Satellizer luta contra as alunas do terceiro ano. Apesar de aceitar a escolha de Kazuya ela acha que pode convencê-lo a se tornar seu Limitador sendo então uma rival de Satellizer.
Lana tem seis estigmas ou como ela se refere “Lágrimas de Kunlun” (クンルンの涙?). Diferente das demais Pandoras, que geralmente tem seus estigmas implantados cirurgicamente ela nasceu com um deles, naturalmente (se referem a ela com Tipo: Maria). Especializada no combate mano a mano sua arma Volt é um Shinen (四念?, lit. "Quatro Sentidos"), um par de luvas e botas revestidas de aço que em conjunto com sua capacidade de usar os estigmas para canalizar a energia pelo seu corpo inteiro torna-a uma oponente formidável. Também é uma usuária do sagrado portal  Hakkyokuken (聖門八極拳 Seimon Hakkyoku-ken?) estilo de combate utilizando poderosas técnicas como a “Presas Vazias” “Empty Fang” (空牙 Kūga?) e “Presas Flamejantes” “Flaming Fang (Enga?), que lhe permite bloquear qualquer ataque em um raio de 5 metros”. Frequentemente termina suas frases com de arimasu (〜であります?).

### Alunas e Limitadores do primeiro e segundo ano da West Genetics Academy
Ganessa Roland (ガネッサ ローランド, Ganessa Rōrando)
voz do anime|Eri Kitamura
Uma Pandora do segundo ano vinda do Reino Unido, conhecida como “Anjo do Confinamento (Sokubaku no Tensh)”. Inicialmente como a segunda melhor do 2º ano se tornou a 1ª tomando vantagem da interferência de Kazuya para derrotar Satellizer. Impetuosa e arrogante se irrita facilmente e tende a deixar o orgulho subir a cabeça muito disso por causa de Arthur. Ela considera Satellizer como uma rival, não a reconhece como camarada ou amiga. Sua arma Volt, Chains of Binding, Cadeias Vinculadas (束縛の鎖 Sokubaku no Rensa?), são quatro (seis no anime) correntes presas as suas costas que ela pode manipular os movimentos e tamanho. No anime pode transformar duas delas em serras circulares.
Arthur Crypton (アーサー クリップトン, Āsā Kuripputon)
voz do anime|Nobuhiko Okamoto
É o Limitador de Ganessa, tem uma forte admiração por ela. Por causa da reputação de Satellizer constantemente avisa Kazuya para ficar longe dela.
Kaho Hiiragi (ヒイラギ カホ, Hiiragi Kaho)
voz do anime|Rumi Ōkubo
È uma colega de classe de Kazuya e Arthur também é a representante da classe, sua arma Volt são duas espadas menores, tem dois estigmas.
Audrey Duval (オードリー デュバル, Ōdorī Dyubaru)
voz do anime|Mana Tsuzurahara
Terceira no ranking do 2º ano, a Pandora francesa conhecida também por Slashing Maiden Donzela Cortante (斬撃の乙女 Zangeki no Otome?). Sua arma Volt é um poleaxe ou pollaxe, uma arma medieval, do tamanho de uma lança na ponta é um machado.
Tris McKenzie (トリス マッケンジー, Torisu Makkenjī)
voz do anime|Rie Yamaguchi
Quarta no ranking do segundo ano, a Pandora americana com uma personalidade bem moleca conhecida como Twin Fang, Presas Gêmeas (双髪の牙 Sōgami no Kiba?).[12] Sua ar volt são um par de espadas.
Aika Takeuchi (タケウチ アイカ, Takeuchi Aika)
voz do anime|Eri Mimura
Quinta no Ranking do segundo ano a Pandora japonesa também conhecida como Manipulador of Water, Manipuladora da Água (陶酔の銀幕 Tōsui no Ginmaku?). Sua Arma Volt é uma chained flail, uma arma medieval que lembra um nunchaku.

### Alunas e Limitadores do terceiro ano da West Genetics Academy
Chiffon Fairchild (シフォン フェアチャイルド, Shifon Feachairudo)
voz do anime|Marina Inoue
Numero um no ranking do terceiro ano a Pandora canadense, com uma personalidade cativante que lhe serve bem ao papel de Presidente do Conselho Estudantil. Embora pareça que em muitos casos age como uma covarde ela pode ficar bem séria a respeito de fatos de relevância por isso é temida por outras alunas, inclusive do terceiro ano, conhecida Smiling Monster, Monstro Sorridente (不世出の怪物（モンスター） Fuseishutsu no Monsutā?), possui quatro estigmas e sua habilidade especial é chamada de Illusion Turn (イリュージョンターン Iryūjon Tān?). Sua arma Volt é uma luva com garras. Eugene é seu Limitador. É uma das 5 pandoras lendárias do Lab 13, é uma das filhas de Maria Lancelot e Gengo Aoi, é também tia de Kazuya Aoi, Kazuha Aoi e Ouka Tenjouin.
Eugene (ユジン, Yujin)
Limitador da Chiffon.
Elizabeth Mably (エリザベス メイブリー, Erizabesu Meiburī)
voz do anime|Yuko Kaida
Segunda no ranking do terceiro ano a estudante do Reino Unido. conhecida na academia como Reigning Enforcer, Montadora Predominante da academia (神算鬼謀の執行者 Shinsankibō no Shikkōsha?), Elizabeth é a líder do terceiro ano que segue uma hierarquia rígida punindo aqueles que a quebram. No início da série quando ela houve que Miyabi foi derrotada por Satellizer , ordena a Attia que cuide do assunto, mas é impedida por Chiffon que ordena que parem de atacar Satellizer. Sua família administra uma adega de vinhos. Sua arma Volt é o the Estigma Satellite System, Sistema Remoto de Estigmas (スティグマ・サテライト・システム Sutiguma Sateraito Shisutemu?, "SSS"), um par de armas remotamente controladas que disparam feixes de energia. André é seu Limitador.
André Francoise (アンドレ・フランソワーズ, Andore Furansowāzu)
Limitador da Elizabeth.
Ticy Phenyl (ティシー フェニール, Tishī Fenīru)
voz do anime|Aya Uchida
Terceira no ranking do terceiro ano a estudante da Finlândia e assistente de Chiffon como Vice Presidente do Conselho Estudantil, conhecida como Hitman (懐刀 Futokorogatana?). Sua arma Volt é uma Zanbatō. Abel é seu Limitador.
Abel (アベル, Aberu)
Limitador da Ticy
Arnett McMillan (アーネット マックミルラン, Ānetto Makkumiruran)
Voz do anime|Yū Asakawa
Quarta no ranking do terceiro ano a estudante da Suíça conhecida como Slashing Trickster (暫撃のトリックスター Zangeki no Torikkusutā?). Empunha uma foice chamada Scythe Machina (サイスマキナー Saisu Makinā?) como sua arma Volt, pró-eficiente da técnica de giro em Accel (uma técnica de aceleração) tão rápido que começa o ataque de frente e termina atingindo as costas de seu oponente sem que ele consiga perceber. Sua tática é única podendo usar uma aceleração dupla sem perder a precisão dos giros. Morrison é seu Limitador.
Morrison (モリソン, Morison)
Limitador da Arnett
Cleo Brand (クレオ ブランド, Kureo Burando)
voz do anime|Izumi Kitta
Quinta no ranking do terceiro ano a estudante da Alemanha conhecida como Lightning Hammer (電光の鉄槌 Raikō no Kanaduchi?). Sua arma de Volt, "Infinity Fang"  (インフィニティファング Infiniti Fangu?), um par de luvas de aço niquelado, como Ingrid também usa a técnica  Tempest Turn.
Goro (ゴロウ, Gorō)
Limitador da Cleo
Attia Simmons (アティア シモンズ, Atia Shimonzu)
voz do anime|Kana Ueda
Sexta no ranking do terceiro ano a estudante da Romênia conhecida como Manipulative Schemer, Schemer a Manipuladora (魔性の策士 Mashō no Sakushi?). Logo no começo da série ela começa a manipular as outras Pandoras do terceiro ano contra Satellizer sob as ordens de Elizabeth, depois manipula Lana e faz com que lute contra Satellizer que mais tarde foi interrompida pela Chiffon e Ticy. Sua arma Volt é a morning star, estrela da manha. Mark é seu Limitador.
Mark (マーク, Māku)
voz do anime|Kaito Aoi
Limitador da Atia
Ingrid Bernstein (イングリッド バーンシュタイン, Inguriddo Bānshutain)
voz do animes|Ami Koshimizu
Sexta no ranking do terceiro ano a estudante da Alemanha conhecida como Guardian of Order, Guardiã da Ordem (秩序の守護者 Chitsujo no Shugosha?). Tem uma forte determinação em punir aqueles que perturbam a ordem na academia decorrente de um incidente que aconteceu enquanto estava no segundo ano onde Marin Maxwell, uma amiga sacrifica-se para derrotar um Nova. Acreditando que a desordem das linhas de ataque inferiores foram à causa da morte de Mariin ela usa todos os seus poderes para que a ordem na academia seja mantida. Somente depois da batalha contra Satellizer ela percebe a verdade por trás da morte de Marin e cai aos prantos. Sua arma Volt, "Divine Trust", “Confiança Divina” (ディバイン・トラスト Dibain Torasuto?), um par de laminas, pró-eficiente no uso da técnica Tempest Turn.
Leo Bernard (レオ･バーナード, Reo Bānādo)
voz do anime|Kazuyoshi Shiibashi
Limitador da Ingrid.
Miyabi Kannazuki (カンナヅキ ミヤビ, Kannazuki Miyabi)
voz do anime|Natsuko Kuwatani
Uma Pandora sedutora que deseja ter os mais jovens e bonitos Limitadores com ela, tem três Limitadores a seu serviço. Chama-se a si mesma de  Liberator of Virtue, Libertadora da Virtude (貞操の解放者 Teisō no Kaihōsha?), conhecida pejorativamente como a “Devoradora de” Limitadores (新入りリミッター喰い Shin'iri Rimittā Kui?) depois que ela se cansa de seu Limitador ela retira o estigma. Sua arma Volt,  "Homing Dagger", “Adagas Certeiras” (ホーミングダガー Hōmingu Dagā?), são várias adagas controladas remotamente. Ela espiona Kazuya e decide fazer dele seu Limitador mas ele recusa que leva a uma briga com Satellizer. Depois de derrota-la Miyabi e seus Limitadores cometem assedio sexual e humilham Satellizer, o que leva Kazuya a ativar seu poderoso Freezing para paralisa-los permitindo que Satellizer os ataque brutalmente. No anime, Miyabi estava prestes a ser transpassada pela arma de Satellizer mas Kazuya usa seu Freezing para impedir que Satellizer mate Miyabi contudo no mangá  Satellizer apunhala duas vezes antes de Kazuya para-la, Miyabi sobrevive graças à capacidade de regeneração que as Pandoras tem. Em ambos os casos essa luta gera os conflitos com as alunas do terceiro ano.

### Corpo Docente da West Genetics Academy
Sister Margaret (シスター・マーガレット, Shisutā Māgaretto)
voz do anime|Rieko Takahashi
A diretora da West Genetics academy, uma freira.
Yumi Kim (キム ユミ, Kimu Yumi)
voz do anime|Akeno Watanabe
Uma  professora coreana de física da West Genetics que lutou ao lado de Kazuha e Elize no 8º conflito contra os Novas. Sua arma Volt , Getsurō (月浪 "Moon Wave"?), é uma lança.
Elize Schmitz (エリズ シュミッツ, Erizu Shumittsu)
voz do anime|Fumie Mizusawa
Uma médica alemã ex-Pndoraque lutou no 8º conflito contra os Novas ao lado de Kazuha e Yumi. Agora trabalha na West Genetics sendo responsável pela cura das Pandoras quando feridas em combate. Sua arma Volt, Doppelganger (ドッペルゲンガー Dopperugengā?), um par de adagas.

### Academia Genetic do Leste (East Genetics Academy)
Cassie Lockheart (キャシー ロックハート, Kyashī Rokkuhāto)
voz do anime|Rie Kugimiya
Uma Pandora americana numero um do terceiro ano da East Genetics conhecida como Godspeed of the East, Velocidade Divina do Leste (神速 Shinsoku?) pelo seu quadruplo Accel, considerada a mais poderosa Pandora da academia. Apesar de ter a maior taxa de sincronização com os estigmas de Kazuha, recebeu três deles, não se sente uma Pandora poderosa isso devido a uma luta contra Satellizer durante o incidente Levon, que a fez perceber como é fraca e assustada em comparação a determinação de Satellizer que nunca desiste. Quando criança queria ser escritora mas seu pai obrigou-a a se tornar uma Pandora na East Genetics para ajuda-lo politicamente. Seu encontro com Satellizer fez ela mudar de idea. Seu limitador é Kyoichi, eles são envolvidos também em um relacionamento amoroso.
Quando quatro tipos de Novas atacam a East Genetics, ela juntamente com suas companheira (incluindo Milena) são absorvidas por um dos Novas, infectadas se tornam um novo tipo de Nova. Infectadas lançam um ataque direto na West Genetics. Luta uma longa e cansativa batalha contra Satellizer, quase a matando, tem os seus dois braços arrancados e a fonte de sua infecção destruída. Sua arma Volt são um par de lâminas nos braços chamada de Falchion, Alfanje (ファルシオン Farushion?).
Kyoichi Minase (水瀬 恭一, Minase Kyōichi)
voz do anime|Hiroyuki Endo
Um estudante do segundo ano da East Genetics e Limitador de Cassier. Kyoichi esta apaixonado por Cassie  e se preocupa muito.
Milena Marius (ミレーナ マリウス, Mirēna Mariusu)
voz do anime|Sayaka Ohara
Estudante do quarto ano da East Genetics é uma Chevalier (uma combatente do esquadrão especial anti-Nova) e também melhor amiga de Cassie.  Foi uma das infectada no 10º confronto contra os Novas sendo derrotada na West Genetics pela Chiffon. Sua arma Volt é uma lança em forma de broca. No anime ela é professora de Cassie na East Genetics.
Alex Browning (アレックス ブラウニング, Arekkusu Barauningu)
Limitador de Milena e estudante do terceiro ano da East Genetics.

### Personagens de Outras Academias Geneticas Internacionais
Roxanne Elipton (ロックサヌ エリプトン, Rokkusanu Eriputon)
Conhecida como, the Immortal, a Imortal (不死身 Fushisha?), uma  Pandora da academia americana capaz de regenerar qualquer parte do seu corpo. Às vezes tratada como “Garota Zumbi” (ゾンビ女 Zonbi Shōjo?) e  "Morto-vivo" (アンデッド Andeddo?) por Charles.
Shin-Jin Hong (ハン シジン, Han Shinjin)
Limitador de Roxanne.
Charles Bonaparte (シャルル ボナパルト, Sharuru Bonaparuto)
Conhecida como a  Young Tempest Phoenix, jovem Tempestade Fenix (テンペストの鳳雛 Tenpesuto no Hōsū?), uma  Pandora da Genética da França que usa uma técnica avançada do Tempest Turn, permitindo-lhe criar 10 imagens dela mesma.
Julia Munberk (ユリア ムンベルク, Yuria Munberuku)
Conhecida como Maverick, independente (異端児 Itanji?), é uma pandora da Genética da Alemanha cuja "Onda Sônica" (ソニックウェーブ Sonikku Wēbu?) pode atacar a longa distância e ondas de choque. Sua arma Volt o  Vibrato Hell, Vibração do Inferno (ビブラート・ヘル Biburāto Heru?).
Louis el Bridget (ルイス エル ブリジット, Ruisu Eru Burijitto)
voz do anime|Asami Sanada (criança)
O irmão mais novo da família el Bridget  e meio irmão de Satellizer que abusou sexualmente dela. Ele aparenta ter uma personalidade alegre e carinhosa mas esconde um lado sádico e obscura que revelado somente na presença de Satellizer e Holly.
Holly Rose (ホーリー ローズ, Hōrī Rōzu)
Numero um do Ranking da Genética do Reino unido, semelhante à Satellizer exceto pelo cabelo prata. Sua arma Volt é uma longa espada. Louis é seu Limitador.

### Outros Personagens
Violet el Bridget (バイオレット エル ブリジット, Baioretto Eru Burijitto)
voz do anime|Ai Kayano
Meia irmã mais velha de Satellizer e a filha mais velha da família el Bridget. Diferente do resto da família trata Satellizer e sua mãe com respeito e sempre se preocupou com sua meia irmã. Ela não tinha conhecimento dos abusos de Louis a Satellizer, assim que descobriu tratou de distancia-la . Agora dirige um Resort em Bali.
Marin Maxwell (マリン マックスウェル, Marin Makkusuweru)
voz do anime|Akira Kasahara
Falecida amiga de Ingrid. Uma Pandora que morreu lutando contra um Nova para permitir que as alunas sob seu comando do primeiro ano recuassem . Sua morte foi à causa da obsessão de Ingrid com regras e hierarquia.

#### Scarlett Oohara (スカーレット＝大原, Sukāretto Ōhara)
Doutora especialista em engenharia stigmata e estava no comando do Projeto E-Pandora tentando provar que teria êxito em seu projeto após ser dispensada por Gengo Aoi ao sincronizar o DNA de Maria Lancelot. Após seu fracasso com o Projeto E-Pandora, Gengo Aoi a convidou a se juntar a ele no Projeto Legendary Stigmata.

#### Suna Yi(イ スナ,I Suna)
voz do anime|Fūko Saito
A mais forte Pandora da Chevalier além de ser a líder do 13º Esquadrão Anti-Nova. Apesar da aparência dócil e calma, ela é considera psicopata que ama matar, manipuladora e sociopata.
Kazuha Aoi (アオイ カズハ, Aoi Kazuha)
voz do anime|Mamiko Noto
A mais poderosa Pandora do 8º conflito contra os Novas, criadora das habilidades de nível superior e irmã mais velha Kazuya. Se sacrificou na última Guerra para salvar suas amigas. Kazuha é especial, seu esqueleto era composto por tecidos de estigma o que permitia que ela usasse  vinte estigmas mas no fim ela foi consumida por eles e estava prestes a se tornar um Nova. Por causa disso foi limitado o numero de estigmas que uma Pandora poderia usar. Seis de seus estigmas foram herdados por  Satellizer, três por Cassie, dois por Charles, dois por Julia e um por Roxanne.

Maria Lancelot (マリア＝ランスロット, Maria Ransurotto)
A primeira Pandora, conhecida como “Mãe de todas as Pandoras” e “Santo Corpo” por seus estigmas serem utilizados por todas as Pandoras e Limitadores, na verdade são fragmentos cristalizados de seu corpo. Seu corpo esta guardado no subterrâneo da West Genetics, no núcleo da Ravensborne e foi o principal alvo dos Novas no 10º conflito.Teve uma misteriosa relação com Gengo Aoi no passado, mas que, provavelmente tornou-se uma relação amorosa, já que desse relacionamento nasceram "As 5 Pandoras Lendárias do Lab 13"" Cassandra, Lucy Renault , Teslad , Windy May, Chiffon Fairchild e Ryuuichi Aoi, o falecido pai de Kazuya e Kazuha Aoi.

Ryuuichi Aoi (竜一葵, Ryūichi Aoi)
É o pai de Kazuya Aoi e Kazuha Aoi, é o filho de Gengo Aoi e Maria Lancelot, criado geneticamente a partir do DNA de ambos.Foi dado à luz por uma mulher chamada Erika Kudou.

### Legendary Pandoras
Cassandra (カサンドラ, Kasandora)
É uma das 5 pandoras lendárias do Lab 13, é uma das filhas de Maria Lancelot e Gengo Aoi, é também tia de Kazuya Aoi, Kazuha Aoi e Ouka Tenjouin.

Windy May (ウィンディ月, Uindi Mayu)
É uma das 5 pandoras lendárias do Lab 13, é uma das filhas de Maria Lancelot e Gengo Aoi, é também tia de Kazuya Aoi, Kazuha Aoi e Ouka Tenjouin.

Lucy Renault (ルーシー ルノー, Rūshī Runō)
É uma das 5 pandoras lendárias do Lab 13, é uma das filhas de Maria Lancelot e Gengo Aoi, é também tia de Kazuya Aoi, Kazuha Aoi e Ouka Tenjouin.
Teslad
É uma das 5 pandoras lendárias do Lab 13, é uma das filhas de Maria Lancelot e Gengo Aoi, é também tia de Kazuya Aoi, Kazuha Aoi e Ouka Tenjouin.
Chiffon Fairchild (シフォン＝フェアチャイルド, Shifon Feachairudo)
É uma das 5 pandoras lendárias do Lab 13, e presidente do conselho estudantil da West Genetics do Japão até o Conflito no Alasca. é uma das filhas de Maria Lancelot e Gengo Aoi, é também tia de Kazuya Aoi, Kazuha Aoi e Ouka Tenjouin.

## Terminologia
Genetics (ゼネティックス, Zenetikkusu)
Uma escola especial especializada no treino de Pandoras e Limiters para combater os Novas. Há múltiplas unidades de Genetics por todo o mundo, incluindo duas no Japão: East Genetics e West Genetics.
Pandora (パンドラ)
Meninas geneticamente alteradas com incrível força e velocidade. São capazes de materializer sua propsias armas chamadas de armas Volt (ボルトウェポン Boruto Weapon?). Tem um sistema de auto regeneração chamado de Textura Volt (ボルトテクスチャー Boruto Tekusuchā?) que é ativado com seus estigmas o que aumenta  e melhora seus sentidos como visão e audição permitem também fazer mudanças de roupa rapidamente bem como repara-las. Também podem regenerar mebros perdidos porém isso diminui seu tempo de vida devido ao rápido crescimento celular.
Limitador (リミッター, Rimittā)
Parceiros masculinos das Pandoras quetem o poder de congelar os oponentes, para ter um sincronização melhor geralmente são mais novos que as Pandoras.
Modo Pandora (パンドラモード, Pandora Mōdo)
Uma forma mais poderosa que Pandoras experientes podem utilizar. No mangá tem a forma de uma roupa blindada já no anime há mudanças física (o cabelo se tornaprateado, olhos amarelos e anéis azuis envolvendo os pulsos e tornozelos). Apesar das diferenças em ambas as versões o “ModoPandora” tras um ganho de força e poder podendo até se locomover em  freezing dos oponentes sem o auxílio de um Limitador. As armas Volt também ganham um upgrade neste modo transformando-as em uma Nova Arma (ノヴァウェポン Nova Weapon?).  Também  é proibido usar essa técnica a não ser em cobates reais contra os Novas. Como desvantagem esse modo só pode ser mantido por três minutos e assim que acaba a Pandora volta a seu estado normal porém enfraquecida ficando vulnerável a ataques.
Chevalier (シュバリエ, Shubarie)
Elite militar das Pandoras . Podem aderir ao grupo Pandoras com capacidades excepcionais do quarto ano.
Ereinbar Set (イレインバーセット, Ireinbā Setto)
É um mecanismo de controle desconhecido que controla os sentidos humanos, as Pandoras e os Limitadores compartilham este Ereinbar Set sincronizam seus sentidos durante a batalha, a taxa de sincronização é quase máxima quando uma Pandora se une a um rapaz mais novo por isso os Limitadores geralmente são de séries mais baixas. Até a chegada de Kazuya acreditava-se que somente após o Batismo isso era possível.
Batismo (洗礼)
Uma cerimonia da qual a Pandora reconhece oficialmente um limitador como seu companheiro dando uma estigma.
Carnaval (カーニバル, Kānibaru)
Combates reais monitorados para determinar o ranking das Pandoras. Qualquer batalha feita fora do Carnaval não altera o Ranking de uma Pandora. Esse evento serve para que os superioras saibam quem realmente esta preparada para enfrentar um Nova. Baixas são passives no evento.
Nova (異次元体ノヴァ, Stylized as N.O.V.A.)
Alienígenas de outra dimensão que estão invadindo a terra. Normalmente atacam a terra em intervalos de oito anos, mas ataques  com intervalos menores tem sido feitos ultimamente. Dois tipos de Nova tem aparecido até agora na série: Tipo-R Novas ("R" de "Resolver"),  e os de Tipo-S Novas ("S" de "Supremo"). Tem a habilidade de "congelar" qualquer coisa no seu raio de ação e somente atacando seu núcleo (que deve ser exposto antes) é possível vencê-lo. Recentemente exibiram uma capacidade de lançar um raio de alta potência a partir de seu núcleo e também desenvolveram a capacidade de absorver as Pandoras transformando-as em seres híbridos sob seu controle. Após do 10º Nova Clash e a ascensão das Valkyries surgiram os Tipo Humanóides, extremamente fortes sendo somente derrotados por Verdadeiras Pandoras.
Estigma (聖痕, Seikon)
Um tecido especial criado a partir da engenharia genética reversa a partir dos Novas que dá poderes a Limiters e Pandoras. Normalmente estes tecidos são implantados nas costas do usuário mas alguns indivíduos como os irmãos Aoi possuem grandes quantidades dentro de seus corpos, dando a eles habilidades especiais. Conhecido como Estigma Body, Estigma Corporal (聖痕体 Seikontai?). Devido ao fato dos tecidos serem originados a partir de um Nova há uma chance do usuário vir a ser possuído por ele se transformando num ser híbrido chamado de Nova Forma (ノヴァフォーム Nova Fōmu?)
Accel Turn (アクセルターン, Akuseru Tān)
Uma das duas Habilidades Alto Nível Desenvolvidas (ハイエンドスキル Hai Endo Sukiru?) por Kazuha Aoi foi um aumento de velocidade que permite rápidas ações evasivas e de ataque. Inclui variações do Duplo Accel (ダブルアクセル Daburu Akuseru?), Triplo Accel (トリプルアクセル Toripuru Akuseru?), e Quadruplo Accel (クワトロフルアクセル Kuwatorofuru Akuseru?), que são usados por Pandoras hierarquicamente superiores. Seu ponto fraco é que o giro se não for rápido o suficiente possibilita um contra-ataque, facilmente anulado por uma Pandora de habilidades superioras. Satellizer, Arnett e Cassie usam esta técnica sendo que Cassie é a mais habilidosa.
Tempest Turn (テンペストターン, Tenpesuto Tān)
A habilidade High-End permite a Pandora criar quatro cópias de si mesma atacando simultaneamente  de ângulos diferentes. Cleo, Ingrid, Lana e Charles, são usuários experientes, como Charles é o mais experiente consegue fazer até dez cópias de si mesma.

## Mídia

### Mangá
Escrito pelo coreano criador de manwha , Dall-Young Lim e ilustrada por Kwang-Hyun Kim, Freezing começa a série na revista adulta japonesa Comic Valkyrie da editora Kill Time Communications em 2007. Volumes contendo os capítulos também são publicados na collected volumes, seu primeiro volume foi lançado em 26 de Outubro de 2007 e o último em 27 de Fevereiro de 2011. Na Coreia do Sul é publicado pela Haksan Culture Company na Booking.

#### Volume list
| N.º | Título                              | Data de lançamento    | ISBN              |
| --- | ----------------------------------- | --------------------- | ----------------- |
| 01  | Freezing Vol 01{{{TítuloOriginal}}} | 26 de Outubro de 2007 | 978-4-86032-474-2 |
| 02  | Freezing Vol 02{{{TítuloOriginal}}} | April 30, 2008        | 978-4-86032-570-1 |
| 03  | Freezing Vol 03{{{TítuloOriginal}}} | October 30, 2008      | 978-4-86032-650-0 |
| 04  | Freezing Vol 04{{{TítuloOriginal}}} | April 10, 2009        | 978-4-86032-739-2 |
| 05  | Freezing Vol 05{{{TítuloOriginal}}} | July 12, 2009         | 978-4-86032-787-3 |
| 06  | Freezing Vol 06{{{TítuloOriginal}}} | October 28, 2009      | 978-4-86032-829-0 |
| 07  | Freezing Vol 07{{{TítuloOriginal}}} | March 29, 2010        | 978-4-86032-898-6 |
| 08  | Freezing Vol 08{{{TítuloOriginal}}} | August 25, 2010       | 978-4-86032-964-8 |
| 09  | Freezing Vol 09{{{TítuloOriginal}}} | October 30, 2010      | 978-4-86032-993-8 |
| 10  | Freezing Vol 10{{{TítuloOriginal}}} | February 22, 2011     | 978-4-79920-029-2 |

| Nº | Título          | Data de Lançamento | ISBN                   |
| 11 | Freezing Vol 11 | 2011-07-27         | ISBN 978-4-79920-108-4 |
| 12 | Freezing Vol 12 | 2011-10-27         | ISBN 978-4-7992-0151-0 |
| 13 | Freezing Vol 13 | 2012-02-29         | ISBN 978-4-7992-0212-8 |
| 14 | Freezing Vol 14 | 2012-04-27         | ISBN 978-4-7992-0243-2 |
| 15 | Freezing Vol 15 | 2012-09-04         | ISBN 978-4-7992-0303-3 |
| 16 | Freezing Vol 16 | 2012-11-02         | ISBN 978-4-7992-0335-4 |
| 17 | Freezing Vol 17 | 2013-01-29         | ISBN 978-4-7992-0377-4 |
| 18 | Freezing Vol 18 | 2013-03-27         | ISBN 978-4-7992-0402-3 |
| 19 | Freezing Vol 19 | 2013-05-29         | ISBN 978-4-7992-0429-0 |
| 20 | Freezing Vol 20 | 2013-07-27         | ISBN 978-4-7992-0454-2 |
| 21 | Freezing Vol 21 | 2013-10-05         | ISBN 978-4-7992-0497-9 |
| 22 | Freezing Vol 22 | 2013-12-29         | ISBN 978-4-7992-0521-1 |
| 23 | Freezing Vol 23 | 2014-04-04         | ISBN 978-4-7992-0562-4 |
| 24 | Freezing Vol 24 | 2014-07-02         | ISBN 978-4-7992-0599-0 |
| 25 | Freezing Vol 25 | 2014-10-25         | ISBN 978-4-7992-0648-5 |
| 26 | Freezing Vol 26 | 2014-12-25         | ISBN 978-4-7992-0675-1 |

### Anime
Uma adaptação para o anime foi produzida pela A.C.G.T. indo ao ar pela  AT-X entre 8 de Janeiro e 2 de Abril de 2011. Foi ao arsem censura, em format 4:3 AT-X enquanto na Tokyo MX (que começou em 9 de Janeiro) e outros canais passaram no formato 16:9 widescreen e fortemente censurada. Seis  volumes de DVD e Blu-ray serão lançados pela Media Factory entre 23 de Março e 24 de Agosto de 2011, cada volume conterá dois episódios O.V.A. (Original Video Animation) chamados de Heart-Throbbing Trouble♥Freezing (はじけちゃう!ドキドキトラブル♥フリージング Hajikechau! Dokidoki Toraburu♥Furījingu?). O tema de abertura é “Color”, “Cor” por Maria uma cover da música de Hatsune Miku, o tema fina é "To Protect You" “Para Proteger Você” (君を守りたい Kimi wo Mamoritai?) por  Aika Kobayashi. Um CD single contendo as duas músicas foi lançado pela Media Factory em 23 de Fevereiro de 2011, em 21 de Janeiro de 2011 a  Funimation Entertainment anunciou que vai transmitir a série (em seu formato censurado) em seu portal. Os dois primeiros episódios estrearam em 24 de Janeiro de 2011, com novos episódios transmitidos toda segunda-feira. A Funimation mais tarde anunciou que comprou os direitos do anime e vai lançar oficialmene em 2012 em DVD e Blu-ray.

### Outras Mídias
Um programa de rádio da internet chamado Izumi Kitta e Aya Uchida of Freezing: West Middlefield Genetics Academy!! (橘田いずみと内田彩のフリージング ウエストミドルフィールド ゼネティックス学園分校!!?) exibido na estação de rádio HiBiKi em 10 de Dezembro de 2010. O programa é apresentado por Izumi Kitta and Aya Uchida, que fazem as vozes de Cleo Brand and Ticy Feniyl, respectivamente.Cada episódio apresenta um convidado que faz alguma voz no anime. Um programa de internet chamado Freezing: Genetics TV (フリージング ゼネティックスTV Furījingu Zenetikkusu Tī Vī?) começou a ser postado no YouTube  oficial da Media Factoryt. O programa é apresentado por Mamiko Noto e Kana Hanazawa, as vozes de Satellizer el Bridget e Lana Linchen, respectivamente, os dois primeiros episódios foam exibidos em 10 de Dezembro de 2010.